# Населення Швеції
Населення Швеції. Чисельність населення країни 2015 року становила 9,801 млн осіб (91-ше місце у світі). Чисельність шведів стабілізувалась і незначно збільшується, народжуваність 2015 року становила 11,99 ‰ (166-те місце у світі), смертність — 9,4 ‰ (59-те місце у світі), природний приріст — 0,8 % (139-те місце у світі) . 

## Природний рух

### Відтворення
Народжуваність у Швеції, станом на 2015 рік, дорівнює 11,99 ‰ (166-те місце у світі). Коефіцієнт потенційної народжуваності 2015 року становив 1,88 дитини на одну жінку (141-ше місце у світі). Середній вік матері при народженні першої дитини становив 28,9 року (оцінка на 2010 рік).
Смертність у Швеції 2015 року становила 9,4 ‰ (59-те місце у світі).
Природний приріст населення в країні 2015 року становив 0,8 % (139-те місце у світі).

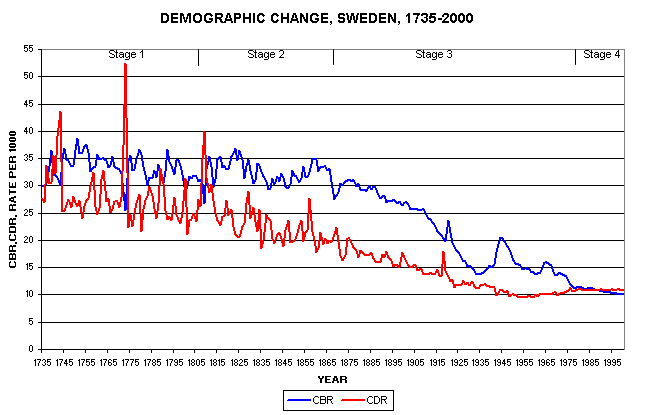
Тренд демографічних показників, синім показана народжуваність, червоним - смертність (англ.)

Природний рух населення Швеції в 1900—2010 роках
| Рік  | Чисельність населення (тис. осіб) | Живих народжень | Смертей | Природний приріст | Народжуваність (‰) | Смертність (‰) | Природний приріст (‰) | Фертильність |
| ---- | --------------------------------- | --------------- | ------- | ----------------- | ------------------ | -------------- | --------------------- | ------------ |
| 1900 | 5 117                             | 138 139         | 86 146  | 51 993            | 27,0               | 16,8           | 10,2                  | 4,02         |
| 1901 | 5 156                             | 139 370         | 82 772  | 56 598            | 27,0               | 16,1           | 11,0                  | 4,04         |
| 1902 | 5 187                             | 137 364         | 79 722  | 57 642            | 26,5               | 15,4           | 11,1                  | 3,95         |
| 1903 | 5 210                             | 133 896         | 78 610  | 55 286            | 25,7               | 15,1           | 10,6                  | 3,82         |
| 1904 | 5 241                             | 134 952         | 80 152  | 54 800            | 25,7               | 15,3           | 10,5                  | 3,83         |
| 1905 | 5 278                             | 135 409         | 82 443  | 52 966            | 25,7               | 15,6           | 10,0                  | 3,83         |
| 1906 | 5 316                             | 136 620         | 76 366  | 60 254            | 25,7               | 14,4           | 11,3                  | 3,81         |
| 1907 | 5 357                             | 136 793         | 78 149  | 58 644            | 25,5               | 14,6           | 10,9                  | 3,77         |
| 1908 | 5 404                             | 138 874         | 80 568  | 58 306            | 25,7               | 14,9           | 10,8                  | 3,79         |
| 1909 | 5 453                             | 139 505         | 74 538  | 64 967            | 25,6               | 13,7           | 11,9                  | 3,71         |
| 1910 | 5 499                             | 135 625         | 77 212  | 58 413            | 24,7               | 14,0           | 10,6                  | 3,60         |
| 1911 | 5 542                             | 132 977         | 76 462  | 56 515            | 24,0               | 13,8           | 10,2                  | 3,49         |
| 1912 | 5 583                             | 132 868         | 79 241  | 53 627            | 23,8               | 14,2           | 9,6                   | 3,44         |
| 1913 | 5 621                             | 130 200         | 76 724  | 53 476            | 23,2               | 13,6           | 9,5                   | 3,32         |
| 1914 | 5 659                             | 129 458         | 78 311  | 51 147            | 22,9               | 13,8           | 9,0                   | 3,29         |
| 1915 | 5 696                             | 122 997         | 83 587  | 39 410            | 21,6               | 14,7           | 6,9                   | 3,06         |
| 1916 | 5 735                             | 121 679         | 77 771  | 43 908            | 21,2               | 13,6           | 7,7                   | 2,99         |
| 1917 | 5 779                             | 120 855         | 77 385  | 43 470            | 20,9               | 13,4           | 7,5                   | 2,93         |
| 1918 | 5 807                             | 117 955         | 104 594 | 13 361            | 20,3               | 18,0           | 2,3                   | 2,83         |
| 1919 | 5 830                             | 115 193         | 84 289  | 30 904            | 19,8               | 14,5           | 5,3                   | 2,72         |
| 1920 | 5 876                             | 138 753         | 78 128  | 60 625            | 23,6               | 13,3           | 10,3                  | 3,22         |
| 1921 | 5 929                             | 127 723         | 73 536  | 54 187            | 21,5               | 12,4           | 9,1                   | 2,93         |
| 1922 | 5 971                             | 116 946         | 76 343  | 40 603            | 19,6               | 12,8           | 6,8                   | 2,66         |
| 1923 | 5 997                             | 113 435         | 68 424  | 45 011            | 18,9               | 11,4           | 7,5                   | 2,55         |
| 1924 | 6 021                             | 109 055         | 72 001  | 37 054            | 18,1               | 12,0           | 6,2                   | 2,43         |
| 1925 | 6 045                             | 106 292         | 70 918  | 35 374            | 17,6               | 11,7           | 5,9                   | 2,34         |
| 1926 | 6 064                             | 102 007         | 71 344  | 30 663            | 16,8               | 11,8           | 5,1                   | 2,22         |
| 1927 | 6 081                             | 97 994          | 77 219  | 20 775            | 16,1               | 12,7           | 3,4                   | 2,11         |
| 1928 | 6 097                             | 97 868          | 73 267  | 24 601            | 16,1               | 12,0           | 4,0                   | 2,08         |
| 1929 | 6 113                             | 92 861          | 74 538  | 18 323            | 15,2               | 12,2           | 3,0                   | 1,95         |
| 1930 | 6 131                             | 94 220          | 71 790  | 22 430            | 15,4               | 11,7           | 3,7                   | 1,96         |
| 1931 | 6 152                             | 91 074          | 77 121  | 13 953            | 14,8               | 12,5           | 2,3                   | 1,88         |
| 1932 | 6 176                             | 89 779          | 71 459  | 18 320            | 14,5               | 11,6           | 3,0                   | 1,83         |
| 1933 | 6 201                             | 85 020          | 69 607  | 15 413            | 13,7               | 11,2           | 2,5                   | 1,72         |
| 1934 | 6 222                             | 85 092          | 69 921  | 15 171            | 13,7               | 11,2           | 2,4                   | 1,67         |
| 1935 | 6 242                             | 85 906          | 72 813  | 13 093            | 13,8               | 11,7           | 2,1                   | 1,70         |
| 1936 | 6 259                             | 88 938          | 74 836  | 14 102            | 14,2               | 12,0           | 2,3                   | 1,75         |
| 1937 | 6 276                             | 90 373          | 75 392  | 14 981            | 14,4               | 12,0           | 2,4                   | 1,77         |
| 1938 | 6 297                             | 93 946          | 72 693  | 21 253            | 14,9               | 11,5           | 3,4                   | 1,84         |
| 1939 | 6 326                             | 97 380          | 72 876  | 24 504            | 15,4               | 11,5           | 3,9                   | 1,90         |
| 1940 | 6 356                             | 95 778          | 72 748  | 23 030            | 15,1               | 11,4           | 3,6                   | 1,86         |
| 1941 | 6 389                             | 99 727          | 71 910  | 27 817            | 15,6               | 11,3           | 4,4                   | 1,92         |
| 1942 | 6 432                             | 113 961         | 63 741  | 50 220            | 17,7               | 9,9            | 7,8                   | 2,19         |
| 1943 | 6 491                             | 125 392         | 66 105  | 59 287            | 19,3               | 10,2           | 9,1                   | 2,41         |
| 1944 | 6 560                             | 134 991         | 72 284  | 62 707            | 20,6               | 11,0           | 9,6                   | 2,61         |
| 1945 | 6 636                             | 135 373         | 71 901  | 63 472            | 20,4               | 10,8           | 9,6                   | 2,63         |
| 1946 | 6 719                             | 132 597         | 70 635  | 61 962            | 19,7               | 10,5           | 9,2                   | 2,57         |
| 1947 | 6 803                             | 128 779         | 73 579  | 55 200            | 18,9               | 10,8           | 8,1                   | 2,50         |
| 1948 | 6 883                             | 126 683         | 67 693  | 58 990            | 18,4               | 9,8            | 8,6                   | 2,47         |
| 1949 | 6 956                             | 121 272         | 69 537  | 51 735            | 17,4               | 10,0           | 7,4                   | 2,39         |
| 1950 | 7 014                             | 115 414         | 70 296  | 45 118            | 16,5               | 10,0           | 6,4                   | 2,28         |
| 1951 | 7 073                             | 110 168         | 69 799  | 40 369            | 15,6               | 9,9            | 5,7                   | 2,20         |
| 1952 | 7 125                             | 110 192         | 68 270  | 41 922            | 15,5               | 9,6            | 5,9                   | 2,22         |
| 1953 | 7 171                             | 110 144         | 69 553  | 40 591            | 15,4               | 9,7            | 5,7                   | 2,25         |
| 1954 | 7 213                             | 105 096         | 69 030  | 36 066            | 14,6               | 9,6            | 5,0                   | 2,18         |
| 1955 | 7 262                             | 107 305         | 68 634  | 38 671            | 14,8               | 9,5            | 5,3                   | 2,25         |
| 1956 | 7 315                             | 107 960         | 70 205  | 37 755            | 14,8               | 9,6            | 5,2                   | 2,29         |
| 1957 | 7 364                             | 107 168         | 73 132  | 34 036            | 14,6               | 9,9            | 4,6                   | 2,29         |
| 1958 | 7 409                             | 105 502         | 71 065  | 34 437            | 14,2               | 9,6            | 4,6                   | 2,26         |
| 1959 | 7 446                             | 104 743         | 70 889  | 33 854            | 14,1               | 9,5            | 4,5                   | 2,29         |
| 1960 | 7 480                             | 102 219         | 75 093  | 27 126            | 13,7               | 10,0           | 3,6                   | 2,17         |
| 1961 | 7 520                             | 104 501         | 73 555  | 30 946            | 13,9               | 9,8            | 4,1                   | 2,21         |
| 1962 | 7 562                             | 107 284         | 76 791  | 30 493            | 14,2               | 10,2           | 4,0                   | 2,25         |
| 1963 | 7 604                             | 112 903         | 76 460  | 36 443            | 14,8               | 10,1           | 4,8                   | 2,33         |
| 1964 | 7 661                             | 122 664         | 76 661  | 46 003            | 16,0               | 10,0           | 6,0                   | 2,47         |
| 1965 | 7 734                             | 122 806         | 78 194  | 44 612            | 15,9               | 10,1           | 5,8                   | 2,39         |
| 1966 | 7 808                             | 123 354         | 78 440  | 44 914            | 15,8               | 10,0           | 5,8                   | 2,37         |
| 1967 | 7 868                             | 121 360         | 79 783  | 41 577            | 15,4               | 10,1           | 5,3                   | 2,28         |
| 1968 | 7 914                             | 113 087         | 82 476  | 30 611            | 14,3               | 10,4           | 3,9                   | 2,07         |
| 1969 | 7 968                             | 107 622         | 83 352  | 24 270            | 13,5               | 10,5           | 3,0                   | 1,94         |
| 1970 | 8 043                             | 110 150         | 80 026  | 30 124            | 13,7               | 9,9            | 3,7                   | 1,94         |
| 1971 | 8 098                             | 114 484         | 82 717  | 31 767            | 14,1               | 10,2           | 3,9                   | 1,98         |
| 1972 | 8 122                             | 112 273         | 84 051  | 28 222            | 13,8               | 10,3           | 3,5                   | 1,93         |
| 1973 | 8 137                             | 109 663         | 85 640  | 24 023            | 13,5               | 10,5           | 3,0                   | 1,88         |
| 1974 | 8 161                             | 109 874         | 86 316  | 23 558            | 13,5               | 10,6           | 2,9                   | 1,91         |
| 1975 | 8 193                             | 103 632         | 88 208  | 15 424            | 12,6               | 10,8           | 1,9                   | 1,78         |
| 1976 | 8 222                             | 98 345          | 90 677  | 7 668             | 12,0               | 11,0           | 0,9                   | 1,70         |
| 1977 | 8 252                             | 96 057          | 88 202  | 7 855             | 11,6               | 10,7           | 1,0                   | 1,64         |
| 1978 | 8 276                             | 93 248          | 89 681  | 3 567             | 11,3               | 10,8           | 0,4                   | 1,61         |
| 1979 | 8 294                             | 96 255          | 91 074  | 5 181             | 11,6               | 11,0           | 0,6                   | 1,66         |
| 1980 | 8 310                             | 97 064          | 91 800  | 5 264             | 11,7               | 11,0           | 0,6                   | 1,69         |
| 1981 | 8 320                             | 94 065          | 92 034  | 2 031             | 11,3               | 11,1           | 0,2                   | 1,63         |
| 1982 | 8 325                             | 92 748          | 90 671  | 2 077             | 11,1               | 10,9           | 0,2                   | 1,60         |
| 1983 | 8 329                             | 91 780          | 90 791  | 989               | 11,0               | 10,9           | 0,1                   | 1,61         |
| 1984 | 8 337                             | 93 889          | 90 483  | 3 406             | 11,3               | 10,9           | 0,4                   | 1,66         |
| 1985 | 8 350                             | 98 463          | 94 032  | 4 431             | 11,8               | 11,3           | 0,5                   | 1,74         |
| 1986 | 8 370                             | 101 950         | 93 295  | 8 655             | 12,2               | 11,1           | 1,0                   | 1,79         |
| 1987 | 8 398                             | 104 699         | 93 307  | 11 392            | 12,5               | 11,1           | 1,4                   | 1,84         |
| 1988 | 8 437                             | 112 080         | 96 743  | 15 337            | 13,3               | 11,5           | 1,8                   | 1,96         |
| 1989 | 8 493                             | 116 023         | 92 110  | 23 913            | 13,7               | 10,8           | 2,8                   | 2,02         |
| 1990 | 8 559                             | 123 938         | 95 161  | 28 777            | 14,5               | 11,1           | 3,4                   | 2,14         |
| 1991 | 8 617                             | 123 737         | 95 202  | 28 535            | 14,4               | 11,0           | 3,3                   | 2,12         |
| 1992 | 8 668                             | 122 848         | 94 710  | 28 138            | 14,2               | 10,9           | 3,2                   | 2,09         |
| 1993 | 8 719                             | 117 998         | 97 008  | 20 990            | 13,5               | 11,1           | 2,4                   | 2,00         |
| 1994 | 8 781                             | 112 257         | 91 844  | 20 413            | 12,8               | 10,5           | 2,3                   | 1,90         |
| 1995 | 8 831                             | 103 326         | 96 910  | 6 416             | 11,7               | 11,0           | 0,7                   | 1,74         |
| 1996 | 8 843                             | 95 297          | 94 133  | 1 164             | 10,8               | 10,6           | 0,1                   | 1,61         |
| 1997 | 8 846                             | 89 171          | 92 674  | -3 503            | 10,1               | 10,5           | -0,4                  | 1,52         |
| 1998 | 8 851                             | 88 384          | 92 891  | -4 507            | 10,0               | 10,5           | -0,5                  | 1,51         |
| 1999 | 8 858                             | 88 173          | 94 726  | -6 553            | 10,0               | 10,7           | -0,7                  | 1,50         |
| 2000 | 8 872                             | 90 441          | 93 285  | -2 844            | 10,2               | 10,5           | -0,3                  | 1,54         |
| 2001 | 8 896                             | 91 466          | 93 752  | -2 286            | 10,3               | 10,5           | -0,3                  | 1,57         |
| 2002 | 8 925                             | 95 815          | 95 009  | 806               | 10,7               | 10,6           | 0,1                   | 1,65         |
| 2003 | 8 958                             | 99 157          | 92 961  | 6 196             | 11,1               | 10,4           | 0,7                   | 1,71         |
| 2004 | 8 994                             | 100 928         | 90 532  | 10 396            | 11,2               | 10,1           | 1,2                   | 1,75         |
| 2005 | 9 030                             | 101 346         | 91 710  | 9 636             | 11,2               | 10,2           | 1,1                   | 1,77         |
| 2006 | 9 081                             | 105 913         | 91 177  | 14 736            | 11,7               | 10,0           | 1,6                   | 1,85         |
| 2007 | 9 148                             | 107 421         | 91 729  | 15 692            | 11,7               | 10,0           | 1,7                   | 1,88         |
| 2008 | 9 220                             | 109 301         | 91 449  | 17 852            | 11,9               | 9,9            | 1,9                   | 1,91         |
| 2009 | 9 299                             | 111 801         | 90 080  | 21 721            | 12,0               | 9,7            | 2,3                   | 1,94         |
| 2010 | 9 378                             | 115 641         | 90 487  | 25 154            | 12,3               | 9,6            | 2,7                   | 1,98         |
| 2011 | 9 449                             | 111 770         | 89 938  | 21 832            | 11,8               | 9,5            | 2,3                   | 1,90         |
| 2012 | 9 519                             | 113 177         | 91 938  | 21 239            | 11,9               | 9,7            | 2,2                   | 1,91         |
| 2013 | 9 644                             | 113 593         | 90 402  | 23 191            | 11,8               | 9,4            | 2,4                   | 1,89         |
| 2014 | 9 747                             | 114 907         | 88 976  | 25 931            | 11,9               | 9,2            | 2,7                   | 1,88         |
| 2015 | 9 851                             | 114 870         | 90 907  | 23 963            | 11,7               | 9,3            | 2,4                   | 1,85         |

### Вікова структура

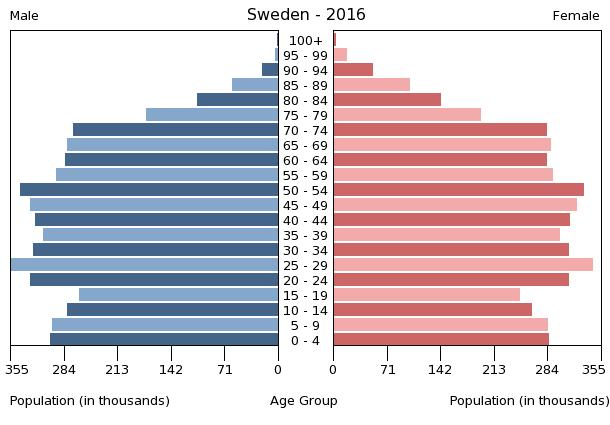
Віково-статева піраміда населення Швеції, 2015 рік

Середній вік населення Швеції становить 41,2 року (37-ме місце у світі): для чоловіків — 40,2, для жінок — 42,2 року. Очікувана середня тривалість життя 2015 року становила 81,98 року (15-те місце у світі), для чоловіків — 80,09 року, для жінок — 83,99 року.
Вікова структура населення Швеції, станом на 2015 рік, мала такий вигляд:
- діти віком до 14 років — 17,12 % (863 125 чоловіків, 814 803 жінки);
- молодь віком 15—24 роки — 11,97 % (603 615 чоловіків, 569 289 жінок);
- дорослі віком 25—54 роки — 39,3 % (1 957 869 чоловіків, 1 894 064 жінки);
- особи передпохилого віку (55—64 роки) — 11,63 % (571 318 чоловіків, 568 293 жінки);
- особи похилого віку (65 років і старіші) — 19,99 % (900 070 чоловіків, 1 059 170 жінок)[1].

### Шлюбність— розлучуваність
Коефіцієнт шлюбності, тобто кількість шлюбів на 1 тис. осіб за календарний рік, дорівнює 5,3; коефіцієнт розлучуваності — 2,5; індекс розлучуваності, тобто відношення шлюбів до розлучень за календарний рік — 47 (дані за 2010 рік). Середній вік, коли чоловіки беруть перший шлюб дорівнює 35,8 року, жінки — 33,3 року, загалом — 34,6 року (дані за 2014 рік).

## Розселення

Густота розселення за регіонами

Густота населення країни 2015 року становила 23,8 особи/км² (195-те місце у світі) і передостаннє місце серед країн Європейського Союзу, менше тільки у Фінляндії. Більшість населення концентрується на півдні, де привабливий для сільського господарства клімат, розвинені комунікації з материковою Європою. Міські кластери розміщуються вздовж усього узбережжя Балтійського моря, в гирлах річок. Північ і захід заселені досить спорадично.

### Урбанізація
Швеція надзвичайно урбанізована країна. Рівень урбанізованості становить 85,8 % населення країни (станом на 2015 рік), темпи зростання частки міського населення — 0,83 % (оцінка тренду за 2010—2015 роки).
Головні міста держави: Стокгольм (столиця) — 1,486 млн осіб (дані за 2015 рік).

### Міграції

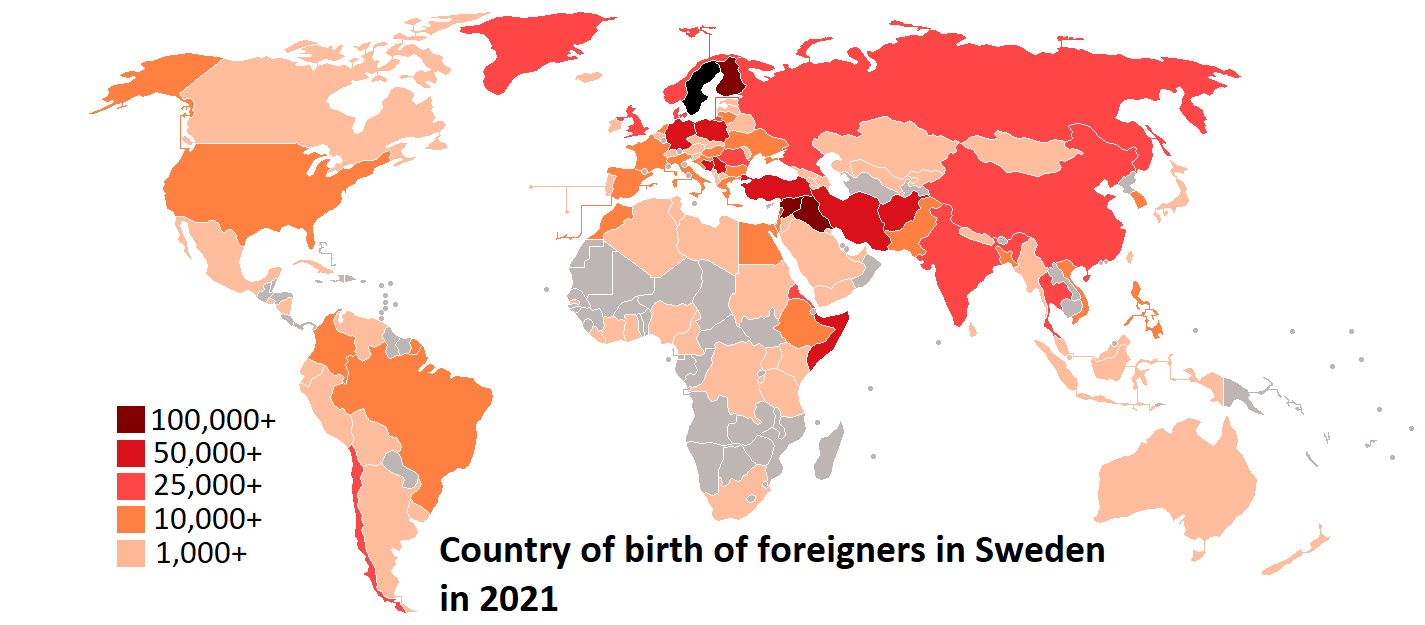
Країни походження іммігрантів до Швеції

Річний рівень імміграції 2015 року становив 5,42 ‰ (25-те місце у світі). Цей показник не враховує різниці між законними і незаконними мігрантами, між біженцями, трудовими мігрантами та іншими. Статистика Швеції при визначенні іммігранта використовує критерії, згідно з якими довгостроковим іммігрантом вважається особа, що прибула в країну на термін 12 місяців і більше. Серед основних категорій іммігрантів, крім вищезазначених робочих ресурсів, біженців, близьких родичів сімей, варто віднести осіб, переміщеним в рамках квоти біженців, іноземних студентів, усиновлених дітей. Що стосується припливу іммігрантів з країн Європейського Союзу, то він значно збільшився останнім часом, особливо це стосується нових країн-членів ЄС.
До Першої світової війни Швеція, тоді аграрна країна з невеликим запасом корисних копалин, була переважно нацією емігрантів. Тоді понад п'яту частину населення, особливо сільського, емігрувало до Канади і США (особливо до штату Мічиган). Ситуація в плані міграції плавно змінюється після Другої світової війни, особливо після 1960-х років. Зараз 13,5 % (2008 рік, оцінка) населення народилися за кордоном і близько 22 % населення є або іммігрантами, або їх нащадками. Раніше найбільша частка іммігрантів потрапляла до Швеції з Фінляндії, Норвегії, Данії. Потім пішли хвилі економічної імміграції з таких країн як Греція, Португалія, країни СНД, останнім часом Польща. Мусульманська діаспора дуже велика в Швеції і збільшується з кожним роком, вона становить 4 % населення країни, а це приблизно 300 тис. осіб.

#### Біженці й вимушені переселенці
Станом на 2015 рік, в країні постійно перебуває 52,77 тис. біженців з Сирії, 23,88 тис. з Іраку, 21,5 тис. з Сомалі, 20,2 тис. з Еритреї, 13,06 тис. з Афганістану.
Політичний притулок Швеція систематично надавала громадян з таких країн: Югославія, Ірак, Іран, Сомалі, Чилі. Після 2001 року країна прийняла понад 40 тис. політичних біженців з Іраку. Масовий наплив біженців створив у шведському суспільстві значні проблеми. Їх інтеграція, акультурація і/або асиміляція у шведське суспільство вкрай утруднена через велику культурну дистанцію і відсутність чіткої установки на інтеграцію в шведське суспільство у значної частини біженців. Більшість шведських міст негласно розділені на дві частини: шведську і іммігрантську, найчастіше має подобу гетто. У першому півріччі 2007 року до Швеції іммігрувало 43 433 осіб, з них 36 200 подали запит на отримання статусу біженця (більшість з Іраку). Це 50 % зростання числа нових клопотань у порівнянні з 2006 роком. Збільшення іммігрантів пояснюється також деякими послабленнями в імміграційній політиці. Так, наприклад, у листопаді 2005 року в силу вступив тимчасовий закон, що дозволяє біженцям, яким було відмовлено у наданні притулку, повторно подати заявку вже за пом'якшеним правилами. 2006 року за рахунок цього істотно збільшилося число іммігрантів з Іраку і Сербії. Безсумнівно, що для іракців, яких не завжди впускають навіть до сусідніх країн (Йорданія), безпечна скандинавська країна стає надійним притулком. У Верховному комісаріаті ООН відзначають, що зростання числа біженців з Іраку відбувається на тлі тенденції скорочення клопотань про надання притулку.
У країні мешкає 31,06 тис. осіб без громадянства.
Швеція є членом Міжнародної організації з міграції (IOM).

## Расово-етнічний склад
Головні етноси країни: шведи, фіни, саами, південні слов'яни, данці, норвежці, греки, турки.

Незважаючи на традиційне переважання шведів у населенні, сучасне населення Швеції досить різноманітне в расовому та етнічному плані через нові хвилі політичної та економічної імміграції з країн, що розвиваються. Населення країни фактично ділиться на дві великі групи: автохтонну і іммігрантську. Серед автохтонних народів виділяються шведи і ще давніші мешканці північних регіонів — фінно-угорські племена (фіни і саами). Етнічні шведи мають германське походження і становлять близько 7,5 млн осіб. Крім шведів на крайній півночі Швеції проживає більше 17 тис. саамів. Уздовж кордону з Фінляндією, яка колись входила до складу Шведського королівства, проживає більше 50 тис. корінних фінів, а в центральних регіонах країни — понад 450 тис. етнічних фінів, іммігрували в країну протягом XX століття, а також їх нащадків. При цьому в самій Фінляндії впродовж декількох століть проживає значна шведська меншина (близько 300 тис. осіб або 6 % населення), історично більш могутня ніж фінська у Швеції.

## Мови
Офіційна мова: шведська. Мови етнічних меншин: саамська, фінська. Швеція, як член Ради Європи, 9 лютого 2000 року підписала і ратифікувала того ж дня Європейську хартію регіональних мов (вступила в дію 1 червня 2000 року). Регіональними мовами визнані: фінська, саамська, циганська, їдиш, мянкіелі. Вони можуть використовуватися в державних і муніципальних установах, судах, дитячих садах і будинках для літніх людей в деяких частинах лена Норрботтен.

### Шведська мова
Шведська мова належить до групи германських мов (скандинавська підгрупа) індоєвропейської родини, споріднені норвезька і данська мови, від яких шведська відрізняється вимовою і орфографією. Оскільки шведська мова домінує у повсякденному вжитку, то ніколи не піднімалося питання про визнання її офіційною (схожа ситуація спостерігається і з англійською мовою в США). Слугує другою державною у Фінляндії.

## Релігії
| Релігії у Швеції (2016 рік) | Релігії у Швеції (2016 рік) | Релігії у Швеції (2016 рік) | Релігії у Швеції (2016 рік) | Релігії у Швеції (2016 рік) |
| --------------------------- | --------------------------- | --------------------------- | --------------------------- | --------------------------- |
| Віросповідання:             |                             |                             | Відсоток:                   |                             |
| лютерани                    | лютерани                    |                             | 87%                         | 87%                         |
| інші                        | інші                        |                             | 13%                         | 13%                         |

Головні релігії й вірування, які сповідує, і конфесії та церковні організації, до яких відносить себе населення країни: лютеранство — 87 %, відокремленої від держави в 2000 року, інші (римо-католицтво, православ'я, баптизм, іслам, юдаїзм, буддизм) — 13 % (станом на 2015 рік).

Частина саамів сповідують анімізм. Внаслідок імміграції в країні з'явилися численні мусульманські спільноти, які сповідують різні гілки ісламу.

## Освіта
Рівень письменності 2015 року становив 99 % дорослого населення (віком від 15 років): 99 % — серед чоловіків, 99 % — серед жінок.
Державні витрати на освіту становлять 7,7 % ВВП країни, станом на 2013 рік (20-те місце у світі). Середня тривалість освіти становить 18 років, для хлопців — до 17 років, для дівчат — до 20 років (станом на 2014 рік).

## Охорона здоров'я
Забезпеченість лікарями в країні на рівні 3,93 лікаря на 1000 мешканців (станом на 2011 рік). Забезпеченість лікарняними ліжками в стаціонарах — 2,7 ліжка на 1000 мешканців (станом на 2011 рік). Загальні витрати на охорону здоров'я 2014 року становили 11,9 % ВВП країни (27-ме місце у світі).
Смертність немовлят до 1 року, станом на 2015 рік, становила 2,6 ‰ (217-те місце у світі); хлопчиків — 2,87 ‰, дівчаток — 2,31 ‰. Рівень материнської смертності 2015 року становив 4 випадків на 100 тис. народжень (179-те місце у світі).
Швеція входить до складу ряду міжнародних організацій: Міжнародного руху (ICRM) і Міжнародної федерації товариств Червоного Хреста і Червоного Півмісяця (IFRCS), Дитячого фонду ООН (UNISEF), Всесвітньої організації охорони здоров'я (WHO).

### Наркотики

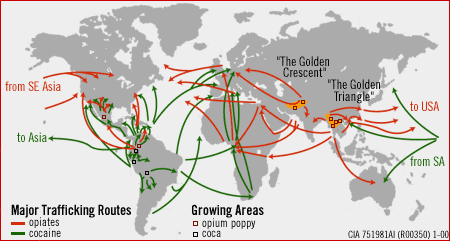
Світові маршрути наркотрафіку

### Захворювання
Кількість хворих на СНІД невідома, це 0,18 % населення в репродуктивному віці 15—49 років (99-те місце у світі). Смертність 2014 року від цієї хвороби становила приблизно 100 осіб (108-ме місце у світі).
Частка дорослого населення з високим індексом маси тіла 2014 року становила 22 % (104-те місце у світі).

### Санітарія
Доступ до облаштованих джерел питної води 2015 року мало 100 % населення в містах і 100 % в сільській місцевості; загалом 100 % населення країни. Відсоток забезпеченості населення доступом до облаштованого водовідведення (каналізація, септик): в містах — 99,3 %, в сільській місцевості — 99,6 %, загалом по країні — 99,3 % (станом на 2015 рік). Споживання прісної води, станом на 2007 рік, дорівнює 2,62 км³ на рік, або 285,6 тонни на одного мешканця на рік: з яких 37 % припадає на побутові, 59 % — на промислові, 4 % — на сільськогосподарські потреби.

## Соціально-економічне становище
Співвідношення осіб, що в економічному плані залежать від інших, до осіб працездатного віку (15—64 роки) загалом становить 59,3 % (станом на 2015 рік): частка дітей — 27,5 %; частка осіб похилого віку — 31,8 %, або 3,1 потенційно працездатного на 1 пенсіонера. Загалом дані показники характеризують рівень затребуваності державної допомоги в секторах освіти, охорони здоров'я і пенсійного забезпечення, відповідно. За межею бідності 2011 року перебувало 14 % населення країни. Розподіл доходів домогосподарств у країні мав такий вигляд: нижній дециль — 3,4 %, верхній дециль — 24 % (станом на 2012 рік).
Станом на 2016 рік, уся країна була електрифікована, усе населення країни мало доступ до електромереж. Рівень проникнення інтернет-технологій надзвичайно високий. Станом на липень 2015 року в країні налічувалось 8,9 млн унікальних інтернет-користувачів (47-ме місце у світі), що становило 90,6 % загальної кількості населення країни.

### Трудові ресурси
Загальні трудові ресурси 2015 року становили 5,184 млн осіб (79-те місце у світі). Зайнятість економічно активного населення у господарстві країни розподіляється таким чином: аграрне, лісове і рибне господарства — 2 %; промисловість і будівництво — 12 %; сфера послуг — 86 % (станом на 2014 рік). Безробіття 2015 року дорівнювало 7,4 % працездатного населення, 2014 року — 7,9 % (87-ме місце у світі); серед молоді у віці 15—24 років ця частка становила 22,9 %, серед юнаків — 24,2 %, серед дівчат — 21,5 % (40-ве місце у світі).

## Кримінал

### Торгівля людьми
Згідно зі щорічною доповіддю про торгівлю людьми (англ. Trafficking in Persons Report) Управління з моніторингу та боротьби з торгівлею людьми Державного департаменту США, уряд Швеції докладає усіх можливих зусиль в боротьбі з явищем примусової праці, сексуальної експлуатації, незаконною торгівлею внутрішніми органами, законодавство відповідає усім вимогам американського закону 2000 року щодо захисту жертв (англ. Trafficking Victims Protection Act’s), держава знаходиться у списку першого рівня.

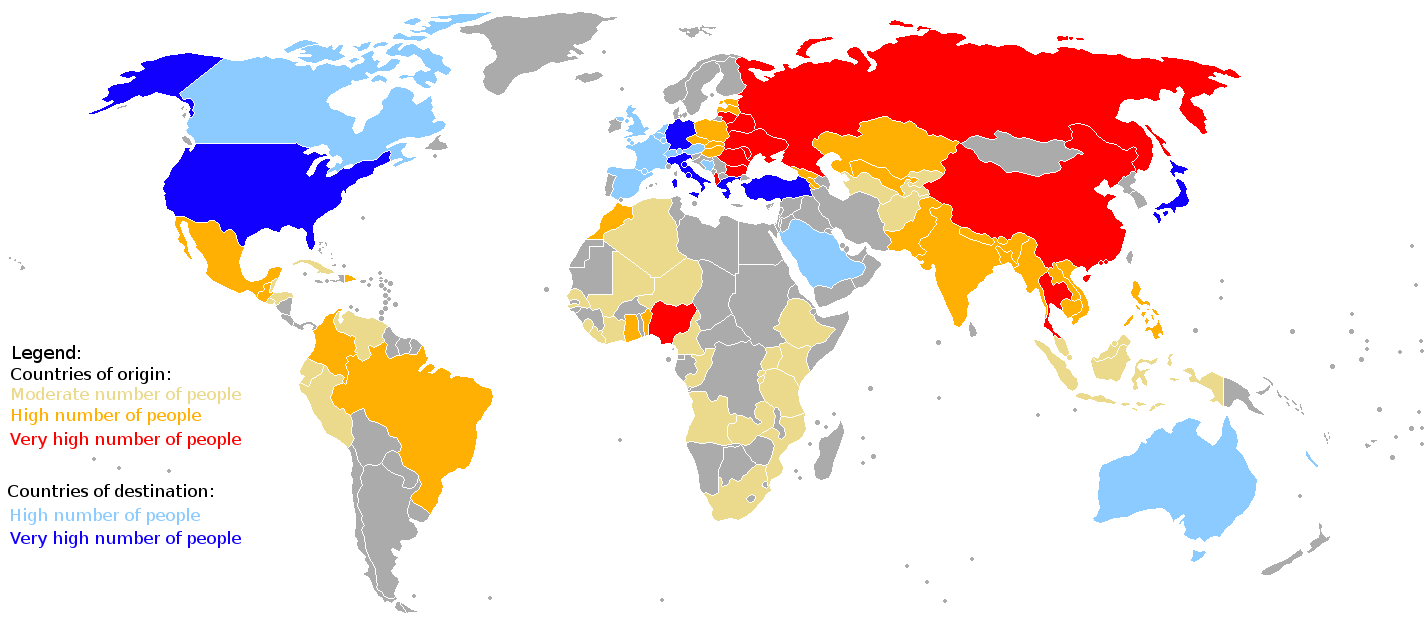
Країни-донори (червоний) і країни-реципієнти кримінальних потоків  (англ.)
Глобальна боротьба з торгівлею людьми (англ.)

## Статеве співвідношення
Статеве співвідношення (оцінка 2015 року):
- при народженні — 1,06 особи чоловічої статі на 1 особу жіночої;
- у віці до 14 років — 1,06 особи чоловічої статі на 1 особу жіночої;
- у віці 15—24 років — 1,06 особи чоловічої статі на 1 особу жіночої;
- у віці 25—54 років — 1,03 особи чоловічої статі на 1 особу жіночої;
- у віці 55—64 років — 1,01 особи чоловічої статі на 1 особу жіночої;
- у віці за 64 роки — 0,85 особи чоловічої статі на 1 особу жіночої;
- загалом — 1 особи чоловічої статі на 1 особу жіночої[1].

## Демографічні дослідження
Демографічні дослідження в країні ведуться рядом державних і наукових установ:
- Статистичне управління Швеції (швед. Statistiska centralbyrån)[2].

### Українською
- Атлас. 10-11 клас. Економічна і соціальна географія світу / упорядники :  О. Я. Скуратович, Н. І. Чанцева. — К. : ДНВП «Картографія», 2010. — ISBN 978-966-475-639-3.
- Атлас світу / голов. ред. І. С. Руденко ; зав. ред. В. В. Радченко ; відп. ред. О. В. Вакуленко. — К. : ДНВП «Картографія», 2005. — 336 с. — ISBN 9666315467.
- Безуглий В. В. Економічна і соціальна географія зарубіжних країн : Навчальний посібник. — К. : ВЦ «Академія», 2007. — 704 с. — ISBN 978-966-580-239-6.
- Безуглий В. В., Козинець С. В. Регіональна економічна і соціальна географія світу : Навчальний посібник. — видання 2-ге, доп., перероб. — К. : ВЦ «Академія», 2007. — 688 с. — ISBN 966-580-144-9.
- Гудзеляк І. І. Географія населення: Навчальний посібник / І. Гудзеляк. — Л. : Видавничий центр ЛНУ імені Івана Франка, 2008. — 232 с. — ISBN 978-966-613-599-8.
- Дахно І. І. Країни світу: Енциклопедичний довідник / І. І. Дахно, С. М. Тимофієв. — К. : Мапа, 2011. — 606 с. — (Бібліотека нового українця) — ISBN 978-966-8804-23-6.
- Дахно І. І. Економічна географія зарубіжних країн : навчальний посібник. — К. : Центр учбової літератури, 2014. — 319 с. — ISBN 978-611-01-0682-5.
- Джаман В. О. Регіональні системи розселення: демографічні аспекти. — Чернівці : Рута, 2003. — 392 с. — ISBN 9665685988.
- Дорошенко Л. С. Демографія: Навчальний посібник. — К. : МАУП, 2005. — 112 с. — ISBN 966-608-442-2.
- Дубович І. А. Країнознавчий словник-довідник. — 5-те вид., перероб. і доп. — К. : Знання, 2008. — 839 с. — ISBN 978-966-346-330-8.
- Економічна і соціальна географія країн світу. Навчальний посібник / За ред. Кузика С. П. — Л. : Світ, 2002. — 672 с. — ISBN 966-603-178-7.
- Загальна медична географія світу / В. О. Шевченко [та ін.] — К. : [б.в.], 1998. — 178 с.
- Крисаченко В. С. Динаміка населення: Популяційні, етнічні та глобальні виміри. — К. : Видавництво Національного інституту стратегічних досліджень, 2005. — 368 с. — ISBN 966-554-083-1.
- Любіцева О. О., Мезенцев К. В., Павлов С. В. Географія релігій. — К. : АртЕК, 1999. — 504 с. — ISBN 966-505-006-0.
- Масляк П. О. Країнознавство. — К. : Знання, 2007. — 292 с. — (Вища освіта XXI століття)
- Масляк П. О., Дахно І. І. Економічна і соціальна географія світу / П. О. Масляк, І. І. Дахно ; за ред. П. О. Масляка. — К. : Вежа, 2003. — 280 с. — ISBN 966-7091-53-8.

### Російською
- (рос.) Швеция // Демографический энциклопедический словарь / главн. ред. Валентей Д. И. — М. : Советская энциклопедия, 1985. — 608 с.
- (рос.) Швеция // Страны и народы. Зарубежная Европа. Общий обзор. Северная Европа / Редкол. : В. П. Максаковский, С. А. Токарев (отв. ред.) и др. — М. : «Мысль», 1981. — 269 с. — (Страны и народы) — 180 тис. прим.
- (рос.) Атлас народов мира / Отв. ред. С. И. Брук и В. С. Апенченко. — М. : ГУГК ГГК СССР и Институт этнографии им. Н. Н. Миклухо-Маклая АН СССР, 1964. — 185 с. — 20 тис. прим.
- (рос.) Численность и расселение народов мира. Этнографические очерки / под ред. С. И. Брука. — М. : Издательство АН СССР, 1962. — 487 с.
- (рос.) Лаппо Г. М. География городов: Учебное пособие для географических факультетов вузов. — М. : Туманит, изд. центр ВЛАДОС, 1997. — 476 с. — ISBN 5-691-00047-0.
- (рос.) Урланис Б. Ц. Рост населения в Европе (опыт исчисления). — М. : ОГИЗ-Госполитиздат, 1941. — 436 с.
- (рос.) Ягельский А. География населения. — М. : Прогресс, 1980. — 383 с.